# 오쓰카 유조
오쓰카 유조(大塚 雄三, 1979년 8월 27일 ~ )는 일본의 남자 가수이다. 차콜 필터의 일원으로서 활약하고 있다.

## 개략
1999년에 록 밴드인 차콜 필터의 일원으로서 데뷰했다. 거의 모든 노래를 작사하여, 그들의 최대의 히트 곡인 "Brand-New Myself ～僕にできること"(~내게 할 수 있는 것)도 작사, 작곡했다. 이 노래는 비비안 수가 중국어로 노래해서 타이완에서도 히트했다. (중국어의 타이틀은 "決定愛你", "당신을 사랑하는 걸 결정해요") 더구나 아라시, 가게야마 히로노부, 쓰카모토 다카시, 요시다 사토미 등의 노래도 작사한 등 다방면에 걸쳐 활약하고 있다.

## 프로필
- 통칭 : 오쓰카
- 생일 : 1979년 (쇼와 54년) 8월 27일
- 출신지 : 도쿄도 스기나미구
- 학력 : 게이오기주쿠 고등 학교 졸업, 게이오기주쿠 대학 중퇴
- 취미 : 노름
- 가족 : 아버지, 어머니, 형(두 사람)과 남동생. 오쓰카 제약 창업자 일족.
- 처음으로 산 CD : 도쿠나가 히데아키 "LOVE IS ALL"
- 좋아하는 뮤지션 : 빌리 조 암스트롱 (그린데이), 비틀즈
- 좋아하는 음식 : 라면, 우메보시(소금에 절인 매실 장아찌)
- 애용 악기 :
  - Epiphne WILDKAT
  - Gretsch DUO JET

## 에피소드
- 증조부 부사부로(武三郞)는 오쓰카 제약의 창업자, 조부 마사히토(正士), 숙부 아키히코(明彦)는 오쓰카 제약의 前 사장,대숙부 요시미츠(芳滿)는 오쓰카 제약의 前 회장,대숙부 이사오(公)는 오쓰카 화학 前 회장, 대숙부 마사토미(正富)는 어스 제약 前 사장,아버지 유지로(雄二郞)는 오쓰카 화학 홀딩스의 회장,형 타로(太郞)는 오쓰카 비버리지 사장과 오쓰카 제약 창업가 일족의 가계로 키웠다.

## 제공한 노래
- 가게야마 히로노부
  - 기미다케노 다메니 (君だけのために, 그대뿐을 위해) - 작사
- 쓰카모토 다카시
  - 아리가토 (ありがとう, 고마워) - 작사, 작곡
- 아라시
  - 아스니 무캇테 (明日に向かって, 내일로 향하고) - 작사
- 요시다 사토미
  - Grapefruit Moon (グレープフルーツムーン, 그레입 프루트 문) - 작사
- 자니즈 주니어
  - 기미라시사가 이이 (君らしさがいい, 그대 대로가 좋다) - 작사
  - 고노 호시데 우마레테 (この星で生まれて, 이 별에서 태어나고) - 작사
  - I believe in myself - 작사
  - 사요나라 (サヨナラ, 안녕히 가세요) - 작사
  - DO YOU WANNA FEEL LIKE DANCING - 작사 (마카이노 고지와 함께 작사)

## 같이 보기
차콜 필터
- 고나가와 다카히로
- 야스이 유키
- 다카노 신타로